# Caldearenas
Caldearenas è un comune spagnolo di 250 abitanti situato nella comunità autonoma dell'Aragona. Fa parte della comarca dell'Alto Gállego.